# Frans Van Leemputten

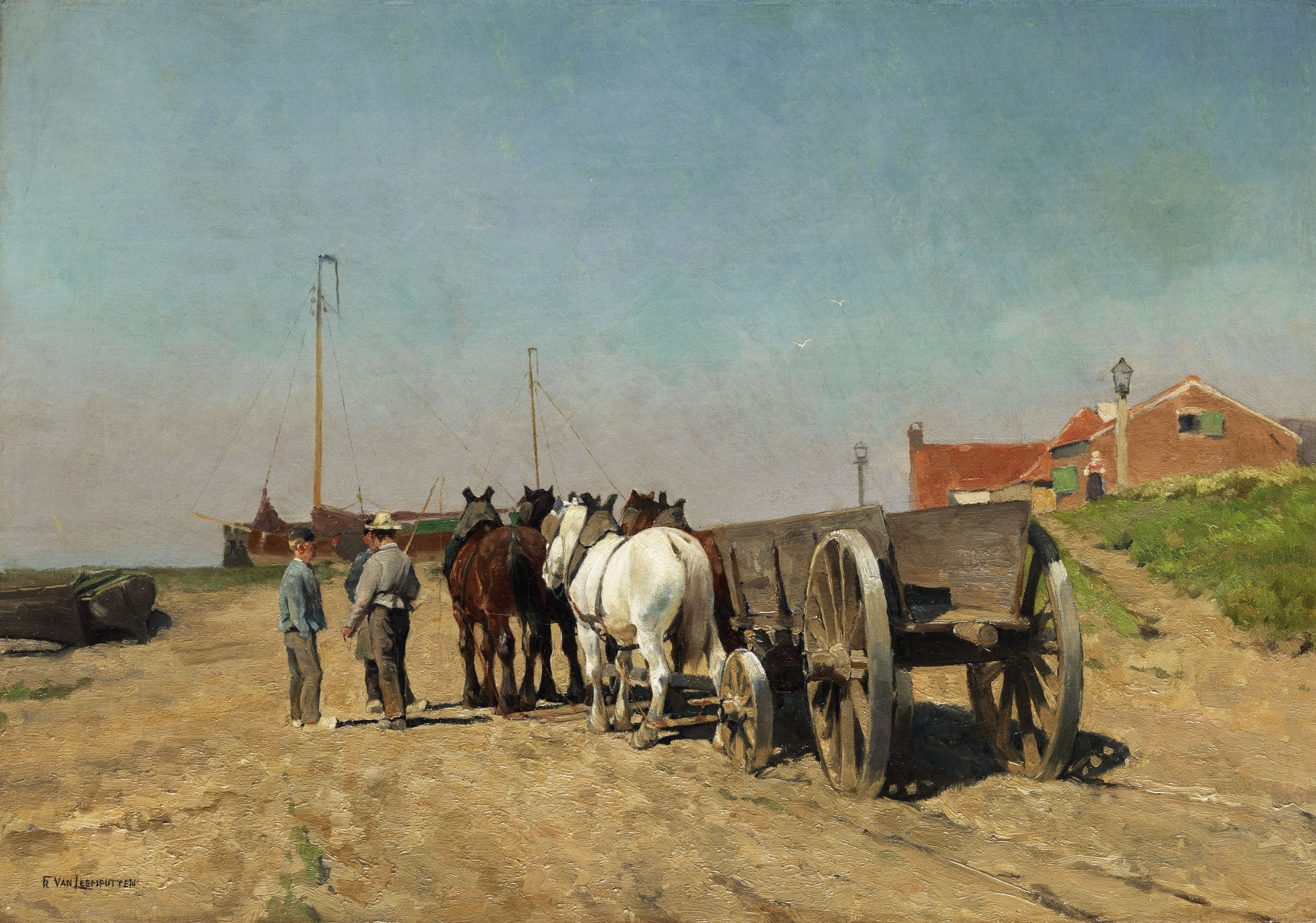
Pferdegespann mit Wagen

Frans Van Leemputten (* 29. Dezember 1850 in Werchter; † 26. November 1914 in Antwerpen) war ein belgischer Maler des Realismus, der sich auf Landschaftsbilder der belgischen Regionen Kempen und Brabant sowie auf Szenen mit Dorfbewohnern und Tieren spezialisierte.

## Biografie
Van Leemputten wurde in Werchter als Sohn von Jan Frans Van Leemputten und Maria Catharina Van Cleynenbreugel geboren. Sein Vater zog mit seiner Familie nach Brüssel, wo er eine Werkstatt für Gemälderenovierung betrieb. Frans war der jüngere Bruder des Malers Cornelis Van Leemputten (1841–1902).

Er studierte ab 1865 an der Académie royale des Beaux-Arts de Bruxelles bei Paul Lauters (1806–1875). Dann wurde er Schüler von Constantin Meunier (1831–1905) und dem niederländischen Landschaftsmaler Paul Gabriël (1828–1903), den er während seiner Ausbildung in Brüssel kennengelernt hatte. Dem Rat Gabriëls folgend, beschäftigte er sich mit der Freilichtmalerei.
Leemputten wurde 1883 ein aktives Mitglied der L'Essor-Gruppe. Er schloss sich auch dem Zeichenclub La Patte de Dindon an. 1891 übernahm er den Lehrstuhl von  Charles Verlat in der Antwerpener Akademie.

## Werke

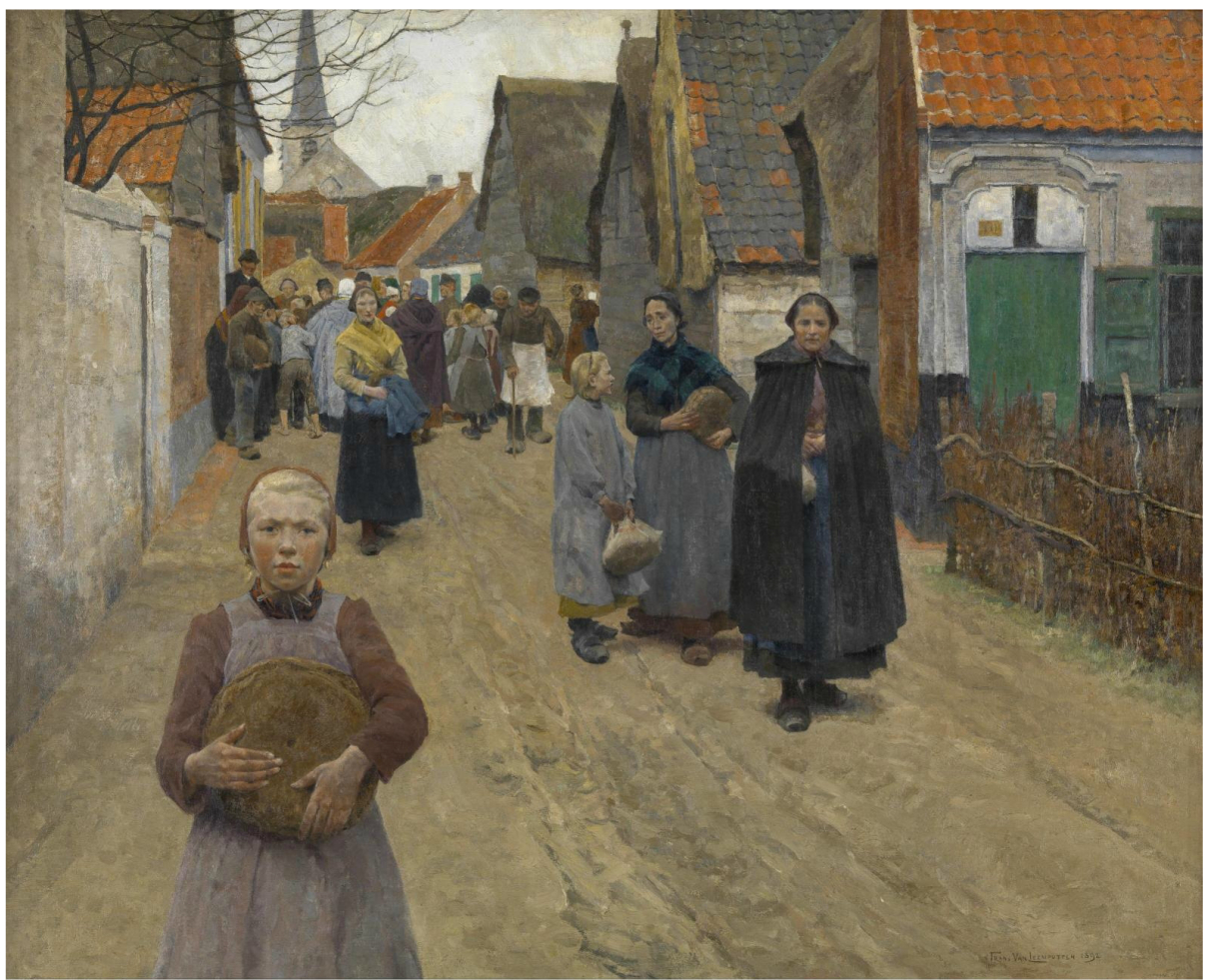
Verteilung von Brot im Dorf.

Van Leemputten malte realistische Landschaften mit Figuren, Dorfszenen und Tierdarstellungen. Anfangs verwendete er eine stumpfe Palette, doch nach und nach ging er dazu über, hellere Töne zu verwenden. Van Leemputten arbeitete sowohl in Öl als auch in Aquarell. Er wurde vom Realismus des Jean-François Millet beeinflusst.
Van Leemputten gehörte zu einer Gruppe von belgischen Malern, die sich von der Komplexität des städtischen Lebens abwandten und in der vorindustriellen Landschaft Einfachheit, Reinheit und Natürlichkeit suchten. Sie sahen die Landschaft als eine heitere Welt, die in scharfem Kontrast zu ihrer vertrauten städtischen Umgebung stand. Auf dem Lande suchten sie Ruhe und Kontemplation und identifizierten sich mit den einfachen Dorfbewohnern. Sie hatten eine besondere Vorliebe für die Region Kempen, die relativ isoliert und von der Industrialisierung unberührt war. Van Leemputten konzentrierte sich auf scharfe Beobachtungen des täglichen Lebens der Bauern, ihrer Bräuche und wichtiger Lebensereignisse. In seinen Werken betonte er die Würde der armen Bauern, ihre gegenseitige Verbundenheit und tiefe Frömmigkeit.